# 迈克尔·崔特
迈克尔·崔特警探（英語：Detective Michael Tritter）是美国医务剧《豪斯医生》中的一个虚构角色，由男演员大卫·摩斯扮演，是节目于2006至2007年间播出的第三季中一个主要的反对派角色。崔特是一位警探，他来到医院做检查时受到主角格里高利·豪斯医生捉弄，被留在医院的一间检验室内，并且直肠中还插了一根温度计，从此崔特就较上了劲，一定要让豪斯向他道歉。豪斯拒绝道歉，于是崔特研究了豪斯的背景，发现他对维柯丁成瘾。崔特设法让豪斯身边的人站到其对立面，想要强迫医生接受戒断治疗。这件事情最终闹到了法庭上，法官判决豪斯因藐视法庭而入狱一夜，但也中止了强制性的戒断治疗。法官认为，豪斯并不是个什么瘾君子，也不会把药品拿去做非法交易。
这个角色的创作旨在给豪斯提供一个可以面对面抗衡的对手。摩斯之前从未参加过这部电视剧的演出，他对自己是否应该接演这个角色有些拿不定主意，并且与节目相互熟悉后也没有改变看法。不过，他的朋友对这一演出感到非常激动，这也成为摩斯最终决定接演的重要原因。起初大部分评论中都对角色给出了正面评价，但角色连续出现了多集后，部分评论员开始感觉其故事情节变得有些“无聊”，尽管如此，摩斯对人物的塑造还是获得了赞誉，他也因《谁是犹大》一集中的演出获得了黄金时段艾美奖杰出剧情类客串男演员奖提名。2006年，摩斯在接受《电视指南》采访时表示，虽然他和节目的几位编剧进行过探讨，但这个角色已经不可能再在节目中出现。

## 剧情线索
崔特在《豪斯医生》第三季的第五集《傻爱》中首度登场，是一位腹股沟感觉严重不适的警探，他觉得这种不适是因性传播疾病导致，因而来到医院就诊。豪斯在诊断时发现崔特皮肤干燥，还在嚼尼古丁口香糖，而皮肤干燥正是嚼尼古丁口香糖常见的副作用，崔特要求医生做进一步检测，但豪斯拒绝了，理由是自己这个月为“顽固白痴”测试诊断的次数已经达到了限额（意即自己不愿意浪费时间在对方身上）。崔特感到不满，把豪斯给绊倒了，医生于是佯装同意配合，表示自己需要检测崔特的直肠温度。豪斯插入温度计后就离开了检验室，并且压根儿就没打算回去。崔特脱困后向豪斯的上级，院长丽莎·卡蒂（Lisa Cuddy，莉萨·埃德尔斯坦饰）投诉，称自己与其说告上法院，倒不如说更想把豪斯“痛扁一顿”。豪斯拒不道歉，结果当晚他就因交通违规被崔特拦了下来，警探在医生的口袋里找到没有处方的维柯丁药丸后将他逮捕，同时还有拒捕和醉酒驾驶罪名。
到了下一集《顺其自然》（Que Será Será）中，崔特对豪斯的公寓进行搜查，发现了大量的维柯丁药丸和两份明显伪造的药方，上面签有豪斯的朋友詹姆士·威尔森（罗伯特·肖恩·莱纳德饰）的名字。崔特接下来在第七集《父子情》（Son of Coma Guy）和第八集《生死差错》（Whac-A-Mole）中向威尔森以及豪斯手下的多位医生施压，要求他们出庭作证指控豪斯，但全都遭到了拒绝。到了第九集《谁是犹大》（Finding Judas）里，卡蒂发现崔特用自己休假的时间检阅医院的日志，试图找到对豪斯不利的证据。她批评他过分看重这一点私人恩怨，而崔特则反驳称这所医院里所有人都有责任，他们在明知豪斯对维柯丁成瘾的情况下仍然默许他对病人进行治疗，自己作为警探，有责任去揭开这些医生有意隐瞒的事情。到了这集的结尾，威尔森拜访了崔特，表示自己愿意作证。
崔特和威尔森在第十集《小小圣诞节快乐》（Merry Little Christmas）里达成协议，只要豪斯同意认罪，并且接受两个月的戒断治疗就可以继续行医。与此同时，豪斯利用一位已故病人的名字获得了羟考酮药片来作为维柯丁的替代品。第二天早上，他向崔特表示愿意让步接受交易，崔特则称自己已经从药房纪录中发现豪斯通过死者获取药品的证据，不再给予他任何辩诉交易。
在案件发展到即将走上法庭的最后几天里，豪斯意识到了局势的严重性，并最终选择向崔特道了歉。但崔特这时拒绝接受他的歉意，于是豪斯参加了戒断治疗，在崔特和法官面前演了一场戏，但崔特以自己过去和瘾君子打交道的经验指出，豪斯什么也没变，也不会改变。法官最后作出了裁决，豪斯因藐视法庭而入狱一个晚上，她认为医生并不会拿那些药品去做非法交易。最终崔特在法警把豪斯带离法庭时对医生说：“祝你好运，我希望是自己看错你了。”

## 人物性格
崔特是《豪斯医生》第三季的一个主要反对派角色。身为警探，他“倔强”、“记仇”，而且非常有决心。据大卫·摩斯所说，《傻爱》中发生的温度计事件让崔特下决心站出来反抗豪斯，他和豪斯是同等的，“在任何一方面都不比豪斯差，可以真正动摇到豪斯的根基”。崔特与瘾君子打交道的经验让也让他透过有色眼镜去看待豪斯，并且因此变得非常偏执。据节目的执行制片人凯蒂·雅各布斯（Katie Jacobs）表示，剧情变成了两个人自负之间的战争。在《谁是犹大》中，这个角色试图一个一个地策反豪斯诊断小组的其他成员作出对豪斯不利的证供，表现出他在心理操纵方面的能力。《今日美国》的罗伯特·比安科（Robert Bianco）认为，崔特起初受到挑衅，他的反应很合理，但随着剧情的发展，他摇身一变，成了“某种疯狂的超级警察，医院乃至宪法他都不放在眼里”。《明星纪事报》的艾伦·塞平沃尔也认为，这个角色和豪斯本质上是一样的，只是缺乏幽默感，但即使如此，他对豪斯的看法仍然是有道理的。

## 创作和演员

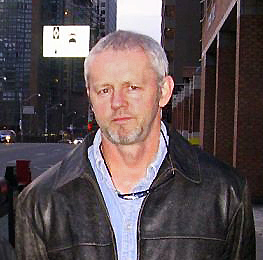
迈克尔·崔特一角由大卫·摩斯（摄于2005年）扮演。

崔特一角的创作旨在给豪斯医生提供一个可以面对面抗衡的对手。节目的制片人设想了一个无论是内心的坚强程度，还是头脑的智慧，以及个性的专注度上都可以与豪斯相提并论的角色。2006年，《豪斯医生》的主创者大卫·肖（David Shore）联系了男演员大卫·摩斯客串出演本剧，两人之前曾在《骇客》（Hack）中合作过。《费城每日新闻》（Philadelphia Daily News）的埃伦·格雷（Ellen Gray）认为，摩斯之前有过扮演多位“可怕”警察的演出经验，这让他更适合出演崔特一角。
摩斯起初对节目感到陌生。观看了几集《豪斯医生》后，他对这么一个“纯粹的混球”式主角居然会吸引到这么多观众的青睐感到惊讶。他一度没有决定接演这个角色，但在告诉几位老友并看到他们热烈的反应后，摩斯最终决定加入。执行制片人凯蒂·雅各布斯对摩斯的表演留下了深刻印象。摩斯本人在2006年接受《电视指南》杂志采访时表示，虽然他与《豪斯医生》的多位编剧探讨过让崔特一角回归剧集的可能性，但这基本上已经不可能了。

## 反响
迈克尔·崔特一角起初获得了总体较为正面的反响。《芝加哥论坛报》的莫琳·瑞恩（Maureen Ryan）宣称崔特是2006年秋（电视上）最出众的男性恶棍。在剧中扮演丽莎·卡蒂一角的莉萨·埃德尔斯坦称大卫·摩斯是节目中出现过的所有客串演员中自己最喜欢的一位，她还称赞了摩斯的演技。《博客评论家杂志》（Blog Critics Magazine）的芭芭拉·巴内特（Barbara Barnett）和《纽约时报》的查尔斯·麦格拉思（Charles McGrath）都将崔特与《悲惨世界》里的沙威督察相比较，《娱乐周刊》的阿兰达·威特（Alynda Wheat）表示，崔特惹恼豪斯的程度要超过其他任何一个角色，其他的各个反对派人物如安珀·沃拉基斯（Amber Volakis，安妮·达德克饰）、史黛西·华纳（Stacy Warner，雪拉·渥德饰）和卢卡斯·道格拉斯（Lucas Douglas，迈克尔·温斯顿饰）都有所不及。《综艺》的斯图尔特·莱文（Stuart Levine）则认为，崔特是豪斯“当之无愧的对手”。
不过，这个角色接下来的剧情发展开始让评论员感到厌烦。网站的斯塔奇·克劳斯（Staci Krause）认为第三集开头，豪斯中枪后恢复的前几集更有趣味性。《娱乐周刊》的米歇尔·昆（Michelle Kung）在针对第六集《顺其自然》的评论中指出，虽然大卫·摩斯是个好演员，但他出演的这个警察却实在是有些已经让仇恨所扭曲，不知变通到荒谬的程度，他出场的镜头经常让人没法耐着性子看完。网站的莎拉·莫里森（Sara Morrison）在针对《傻爱》的评论中认为，崔特针对豪斯的复仇举动似乎并不值得他这样身份的人花费这么多的时间和工作量，她之后把崔特一角的故事情况总结成“对屁股温度计正义的疯狂追求”。《明星纪事报》（The Star-Ledger）的艾伦·塞平沃尔表示，让豪斯和一个缺乏喜剧细胞的警察对抗，这既枯燥乏味，也不公平。
《豪斯医生》的剧迷曾表现出对反对派客串角色多次出场的厌恶，评论员估计，观众也会对崔特一角产生类似的不屑。最终崔特的故事情节结束时，《今日美国》的罗伯特·比安科称这是送给节目粉丝的圣诞礼物。摩斯也曾打趣称，自己离开节目后，已经有过多位粉丝向他表示，看到崔特对豪斯医生的所做所为，他们都很憎恨这个角色。
摩斯因对崔特一角的出色演绎获得了正面评价。《明星纪事报》的艾伦·塞平沃尔称他是位演技“精湛的演员”，《芝加哥论坛报》的莫琳·瑞恩（Maureen Ryan）表示，摩斯“含蓄的演出”让崔特显得更加可怕。网站的丹尼尔·芬伯格（Daniel Fienberg）称摩斯是“最优秀的性格演员之一”。《综艺》杂志的辛西娅·利特尔顿（Cynthia Littleton）认为摩斯早在20世纪八十年代的医务剧《波城杏话》（St. Elsewhere）中的表现就应该得到艾美奖的肯定，所以她对摩斯因《谁是犹大》的表演得到2007年黄金时段艾美奖杰出剧情类客串男演员奖提名感到很高兴，不过最终获奖的是《日落大道60号演播室》中的约翰·古德曼。